# Battaglia di Kotesashi
La battaglia di Kotesashi fece parte della decisiva campagna Kōzuke-Musashi durante la Guerra Genkō in Giappone che alla fine pose fine allo shogunato Kamakura. Fu una battaglia combattuta a Kotesashi, nel distretto di Iruma, nella provincia di Musashi (l'attuale Tokorozawa, prefettura di Saitama) nel periodo Nanboku-chō. È noto per essere menzionata all'inizio del "Musashino" di Doppo Kunikida.

## Battaglia
L'8 maggio Nitta Yoshisada radunò un esercito presso il santuario di Ikushina e la mattina dell'11 maggio attraversò il fiume Iruma per raggiungere Kotesashi, dove si scontrò con un esercito dello shogunato di 30 000 uomini, con Sakurada Sadakuni come generale.
Le due parti ingaggiarono una battaglia feroce, con oltre 30 scontri. Sebbene le forze dello shogunato fossero in numero superiore a quelle di Nitta, queste ultime stavano gradualmente guadagnando un vantaggio grazie al sostegno del clan Kawagoe e di altri nobili Musashi, anch'essi insoddisfatti dello shogunato. Al tramonto, l'esercito Nitta aveva subito 300 perdite e quello dello Shogunato circa 500. Entrambi gli eserciti erano esausti: Yoshisada si ritirò sul fiume Iruma e l'esercito dello Shogunato sul fiume Kume per riorganizzarsi.
Il mattino seguente, le forze di Yoshisada lanciarono un attacco a sorpresa alle forze dello Shogunato stanziate sul fiume Kume, dando vita a un'altra battaglia (Battaglia di Kumegawa).